# مال ما (ترانه)
مال ما (به انگلیسی: Ours) ترانه‌ای از تیلور سوئیفت خواننده و ترانه‌سرای آمریکایی است.